# كوستا ميسا (كاليفورنيا)
كوستا ميسا (بالإنجليزية: Costa Mesa )‏ هي إحدى مدن مقاطعة أورانج، كاليفورنيا. تم إعطاءها لقب مدينة في 29 يونيو، 1953.

## التركيبة السكانية
حدّد مكتب تعداد الولايات المتحدة بيانات التركيبة السكانية لكوستا ميسا في تعداد الولايات المتحدة. في ما يلي، التركيبة السكانية حسب تعدادي 2000 و2010.

### تعداد عام 2000
بلغ عدد سكان كوستا ميسا 108,724 نسمة بحسب تعداد عام 2000، وبلغ عدد الأسر 39,206 أسرة وعدد العائلات 22,766 عائلة مقيمة في المدينة. في حين سجلت الكثافة السكانية 2,654.4 نسمة لكل كيلومتر مربع (6,874.9/ميل2). وبلغ عدد الوحدات السكنية 40,406 وحدة بمتوسط كثافة قدره 986.5 لكل كيلومتر مربع (2,555.0/ميل2).
وتوزع التركيب العرقي للمدينة بنسبة 69.48% من البيض و1.40% من الأمريكيين الأفارقة و0.78% من الأمريكيين الأصليين و6.90% من الأمريكيين ذوي الأصول الآسيوية و0.60% من سكان جزر المحيط الهادئ و16.57% من الأعراق الأخرى و4.27% من عرقين مختلطين أو أكثر و31.75% من الهسبانيون أو اللاتينيون من أي عرق.
بلغ عدد الأسر 39,206 أسرة كانت نسبة 32% منها لديها أطفال تحت سن الثامنة عشر تعيش معهم، وبلغت نسبة الأزواج القاطنين مع بعضهم البعض 42.8% من أصل المجموع الكلي للأسر، ونسبة 10.3% من الأسر كان لديها معيلات من الإناث دون وجود شريك، بينما كانت نسبة 5% من الأسر لديها معيلون من الذكور دون وجود شريكة وكانت نسبة 41.9% من غير العائلات. تألفت نسبة 28.1% من أصل جميع الأسر من عدة أفراد يعيشون في نفس المنزل ونسبة 6.3% كانت تتألف من شخص يعيش بمفرده يبلغ من العمر 65 عاماً أو أكثر. وبلغ متوسط حجم الأسرة المعيشية 2.69، أما متوسط حجم العائلات فبلغ 3.34.
بلغ العمر الوسطي للسكان 32.0 عاماً. وكانت نسبة 22.9% من القاطنين تحت سن الثامنة عشر، وكانت نسبة 10.5% بين الثامنة عشر والرابعة والعشرين عاماً، ونسبة 38.1% كانت واقعةً في الفئة العمرية ما بين الخامسة والعشرين والرابعة والأربعين عاماً، ونسبة 17.6% كانت ما بين الخامسة والأربعين والرابعة والستين، ونسبة 8% كانت ضمن فئة الخامسة والستين عاماً فما فوق. يوجد لكل 100 أنثى 105.0 ذكر، ويوجد لكل 100 أنثى في الثامنة عشر من عمرها فما فوق 104.1 ذكر.
بلغ متوسط دخل الأسرة في المدينة 50,732 دولارًا، أما متوسط دخل العائلة فبلغ 55,456 دولارًا. وكان متوسط دخل الذكور 38,670 دولارًا مقابل 32,365 دولارًا للإناث. وسجل دخل الفرد الخاص بالمدينة 23,342 دولارًا. وكانت نسبة 8.2% من العائلات ونسبة 12.6% من السكان تحت خط الفقر، وكان من هؤلاء نسبة 16.7% تحت سن الثامنة عشر ونسبة 6.2% في الخامسة والستين من العمر وما فوق.

### تعداد عام 2010
بلغ عدد سكان كوستا ميسا 109,960 نسمة بحسب تعداد عام 2010، وبلغ عدد الأسر 39,946 أسرة وعدد العائلات 23,239 عائلة مقيمة في المدينة. في حين سجلت الكثافة السكانية 2,684.6 نسمة لكل كيلومتر مربع (6,953.1/ميل2). وبلغ عدد الوحدات السكنية 42,120 وحدة بمتوسط كثافة قدره 1,028.3 لكل كيلومتر مربع (2,663.3/ميل2).
وتوزع التركيب العرقي للمدينة بنسبة 68.51% من البيض و1.49% من الأمريكيين الأفارقة و0.62% من الأمريكيين الأصليين و7.87% من الأمريكيين ذوي الأصول الآسيوية و0.48% من سكان جزر المحيط الهادئ و16.36% من الأعراق الأخرى و4.66% من عرقين مختلطين أو أكثر و35.83% من الهسبانيون أو اللاتينيون من أي عرق.
بلغ عدد الأسر 39,946 أسرة كانت نسبة 30.8% منها لديها أطفال تحت سن الثامنة عشر تعيش معهم، وبلغت نسبة الأزواج القاطنين مع بعضهم البعض 41.3% من أصل المجموع الكلي للأسر، ونسبة 10.9% من الأسر كان لديها معيلات من الإناث دون وجود شريك، بينما كانت نسبة 6% من الأسر لديها معيلون من الذكور دون وجود شريكة وكانت نسبة 41.8% من غير العائلات. تألفت نسبة 27.4% من أصل جميع الأسر من عدة أفراد يعيشون في نفس المنزل ونسبة 6.9% كانت تتألف من شخص يعيش بمفرده يبلغ من العمر 65 عاماً أو أكثر. وبلغ متوسط حجم الأسرة المعيشية 2.68، أما متوسط حجم العائلات فبلغ 3.30.
بلغ العمر الوسطي للسكان 33.6 عاماً. وكانت نسبة 21.5% من القاطنين تحت سن الثامنة عشر، وكانت نسبة 11.7% بين الثامنة عشر والرابعة والعشرين عاماً، ونسبة 34.7% كانت واقعةً في الفئة العمرية ما بين الخامسة والعشرين والرابعة والأربعين عاماً، ونسبة 22.8% كانت ما بين الخامسة والأربعين والرابعة والستين، ونسبة 9.2% كانت ضمن فئة الخامسة والستين عاماً فما فوق. وتوزع التركيب الجنسي للسكان بنسبة 50.9% ذكور و49.1% إناث.

## المناخ
يظهر الجدول التالي التغييرات المناخية على مدار السنة لكوستا ميسا:
| البيانات المناخية لـكوستا ميسا    | البيانات المناخية لـكوستا ميسا | البيانات المناخية لـكوستا ميسا | البيانات المناخية لـكوستا ميسا | البيانات المناخية لـكوستا ميسا | البيانات المناخية لـكوستا ميسا | البيانات المناخية لـكوستا ميسا | البيانات المناخية لـكوستا ميسا | البيانات المناخية لـكوستا ميسا | البيانات المناخية لـكوستا ميسا | البيانات المناخية لـكوستا ميسا | البيانات المناخية لـكوستا ميسا | البيانات المناخية لـكوستا ميسا | البيانات المناخية لـكوستا ميسا |
| الشهر                             | يناير                          | فبراير                         | مارس                           | أبريل                          | مايو                           | يونيو                          | يوليو                          | أغسطس                          | سبتمبر                         | أكتوبر                         | نوفمبر                         | ديسمبر                         | المعدل السنوي                  |
| --------------------------------- | ------------------------------ | ------------------------------ | ------------------------------ | ------------------------------ | ------------------------------ | ------------------------------ | ------------------------------ | ------------------------------ | ------------------------------ | ------------------------------ | ------------------------------ | ------------------------------ | ------------------------------ |
| متوسط درجة الحرارة الكبرى °ف (°م) | 70 (21)                        | 70 (21)                        | 72 (22)                        | 74 (23)                        | 76 (24)                        | 78 (26)                        | 83 (28)                        | 85 (29)                        | 84 (29)                        | 80 (27)                        | 74 (23)                        | 69 (21)                        | 76 (25)                        |
| متوسط درجة الحرارة الصغرى °ف (°م) | 47 (8)                         | 48 (9)                         | 50 (10)                        | 53 (12)                        | 57 (14)                        | 60 (16)                        | 63 (17)                        | 64 (18)                        | 62 (17)                        | 58 (14)                        | 51 (11)                        | 47 (8)                         | 55 (13)                        |
| الهطول إنش (مم)                   | 2.07 (53)                      | 2.68 (68)                      | 1.67 (42)                      | 0.72 (18)                      | 0.13 (3.3)                     | 0.07 (1.8)                     | 0.02 (0.51)                    | 0.02 (0.51)                    | 0.17 (4.3)                     | 0.38 (9.7)                     | 0.96 (24)                      | 1.82 (46)                      | 10.71 (272)                    |
| المصدر: Weather Channel           |                                |                                |                                |                                |                                |                                |                                |                                |                                |                                |                                |                                |                                |

## أعلام
- إليزابيث إيدي
- كين باترسون
- أبريل روس
- براندون مورر
- زاك ولز